# Pentacen
Pentacenul este o acenă, adică o hidrocarbură aromatică policiclică formată din cinci nuclee benzenice condensate linear. Acest compus este un semiconductor organic. Expus la lumină și aer, pentacenul se degradează. Formula sa chimică este C22H14.

## Proprietăți
În formă pură, culoarea sa este mov, iar cristalele aparțin sistemului triclinic. Are o densitate de 1,35 g/cm3, masa molară de 278,35 g/mol, și nu este solubil în apă.